# Dolichopeza (Nesopeza) longisetosa
Dolichopeza (Nesopeza) longisetosa is een tweevleugelige uit de familie langpootmuggen (Tipulidae). De soort komt voor in het Oriëntaals gebied.